# Урбан (имя)
Урба́н, Урва́н (лат. Urbanus — «городской») — мужское русское личное имя латинского происхождения. Помимо значения имени «городской», А. И. Рыбакин приводит также «вежливый, благовоспитанный; светский».
Как русское имя Урбан является старым редким, а также западным традиционным. В русском языке хождение имел вариант Урван, переход б → в произошёл из-за передачи через греческий язык. Урбанус являлся эпитетом Марса.
От имени были образованы фамилии: от Урбан — Урбан (польская, белорусская), Урбанас (литовская), Урбанов (латинский перевод от фамилии Городецкий), Урбанович (белорусская); от Урван — Урванцев, Урванцов, Урванец.

## Именины
- Католические[7]: 24 января, 8 марта, 2 апреля, 16 апреля, 19 мая, 25 мая, 2 июля, 29 июля, 19 августа, 5 сентября, 31 октября, 28 ноября, 7 декабря, 19 декабря.

## Иноязычные варианты
- англ. Urban[2][3]
- исп. Urbano[2]
- итал. Urbano[2][3]
- нем. Urban[2], Urbanus[3]
- фр. Urbain[2], Urbin[3]